# Drosophila testacea
Drosophila testacea este o specie de muște din genul Drosophila, familia Drosophilidae, descrisă de Roser în anul 1840. Conform Catalogue of Life specia Drosophila testacea nu are subspecii cunoscute.